# Mihálka György (műfordító)
Mihálka György (Szatmárnémeti, 1942. április 21. – Ploiești, 1991. november 29.) magyar esszéíró, műfordító.

## Életútja
Középiskolai tanulmányait szülővárosának Kölcsey Ferenc Líceumában végezte (1960), a Babeș–Bolyai Tudományegyetemen angol-magyar szakos tanári diplomát szerzett (1966). Középiskolai tanárnak Ploieşti-be helyezték ki (1968), innen küldte esszéit, ismertetéseit s főleg angol, amerikai, ír, walesi, orosz, német fordításait az Utunk, A Hét, Ifjúmunkás, Igaz Szó, Művelődés számára. Egyedül az Igaz Szó rövid idő alatt (1979-81) Ray Bradbury, Creely, Levertov, Ivan Goll, Robert Wilson Lynd, George Bernard Shaw, John Millington Synge, Dylan Thomas, Alex la Guma, a dél-afrikai  Mphahlele, valamint arab és török szerzők írásaiból közölt tőle magyarra fordított verseket és elbeszéléseket.
A TETT (1982/3) közölte cikkét Ahány nyelven beszél... c. alatt. Yuszuf Nevzat nevű barátjával együtt fordította le a magyar lapok számára többek közt Nâzım Hikmet A halálról c. versét, s vele társszerzésben jelent meg Dobrudzsai török népmesék c. gyűjteménye a Nagyapó Mesefája sorozatban (1983). Úttörő volt a cigány nyelv elsajátításában is, a Ploiești környékén élő romák folklórjából merítve irodalmi értékű anyagot (1990).